# El Sepudo
El Sepudo är en ort i Mexiko.   Den ligger i kommunen Ometepec och delstaten Guerrero, i den sydöstra delen av landet, 300 km söder om huvudstaden Mexico City. El Sepudo ligger 37 meter över havet och antalet invånare är 457.
Terrängen runt El Sepudo är kuperad åt nordost, men åt sydväst är den platt. Runt El Sepudo är det glesbefolkat, med 8 invånare per kvadratkilometer. Närmaste större samhälle är Ometepec, 10,3 km nordost om El Sepudo. Omgivningarna runt El Sepudo är en mosaik av jordbruksmark och naturlig växtlighet.